# Supercoppa italiana 2003 (calcio femminile)
La Supercoppa italiana 2003 di calcio femminile si è disputata venerdì 5 settembre 2003 allo Stadio Comunale di Montecatini Terme. La sfida ha visto contrapposte il Foroni Verona, vincitore della Serie A 2002-2003, contro la Lazio, vincitrice della Coppa Italia 2002-2003.
A conquistare il titolo è stato il Foroni Verona (al suo secondo successo), che ha travolto la Lazio grazie ad una doppietta di Moira Placchi ed una tripletta di Chiara Gazzoli. Nel finale, a segno anche Silvia Tagliacarne. Per le biancocelesti, rete del momentaneo 1-3 firmata da Patrizia Panico.

## Curiosità
La Supercoppa si è giocata tra le stesse squadre dell'edizione precedente, ma a parti invertite: l'anno prima, era infatti stata la Lazio a vincere lo scudetto, mentre il Foroni Verona si era imposto in Coppa Italia.

## Tabellino
| Arbitro: | Vitulano (Livorno) |

|                                                        |           |            |
| Placchi 13’, 33’ Gazzoli 43’, 71’, 80’ Tagliacarne 82’ | Marcatori | 53’ Panico |

| Foroni Verona | Lazio |

### Formazioni
| Foroni Verona    |    |                        |     |
|                  |    |                        |     |
| P                | 1  | Fabiana Comin          |     |
| D                | 2  | Daniela Tavalazzi      |     |
| D                | 3  | Giulia Perelli         |     |
| D                | 4  | Silvia Pontil          |     |
| D                | 5  | Daniela Turra          |     |
| C                | 6  | Moira Placchi 61’, 92’ |     |
| C                | 7  | Maddalena Gozzi        | 66’ |
| C                | 8  | Marcella Gozzi         | 88’ |
| C                | 9  | Elisa Camporese        |     |
| A                | 10 | Silvia Tagliacarne     |     |
| A                | 11 | Chiara Gazzoli         | 85’ |
| A disposizione:  |    |                        |     |
| A                |    | Paola Brumana          | 66’ |
| C                |    | Denise Gardoni         | 85’ |
| C                |    | Silvia Carraro         | 88’ |
| Allenatore:      |    |                        |     |
| Leonardo Donella |    |                        |     |

| Lazio CF        |    |                        |     |     |
|                 |    |                        |     |     |
| P               | 1  | Chiara Marchitelli     |     |     |
| D               | 2  | Piera Cassandra Maglio |     |     |
| D               | 3  | Valentina Lanzieri     | 47’ |     |
| D               | 4  | Gioia Masia            |     |     |
| D               | 5  | Maria Sorvillo         |     |     |
| C               | 6  | Daniela Di Bari        |     |     |
| C               | 7  | Tatiana Zorri          |     |     |
| C               | 8  | Valentina Boni         |     |     |
| C               | 9  | Patrizia Panico        |     |     |
| A               | 10 | Selena Mazzantini      |     |     |
| A               | 11 | Teresina Marsico       |     |     |
| A disposizione: |    |                        |     |     |
| A               |    | Maria Ilaria Pasqui    | 47’ | 72’ |
| C               |    | Monica Caprini         | 47’ |     |
| C               |    | Maria Sorvillo         | 72’ |     |
| Allenatore:     |    |                        |     |     |
| Antonio Nosdeo  |    |                        |     |     |